# La Zubia
La Zubia település Spanyolországban, Granada tartományban. La Zubia Cájar, Monachil, Dílar, Gójar, Ogíjares, Granada és Huétor Vega községekkel határos. Lakosainak száma 20 056 fő (2024).

## Népesség
A település népessége az elmúlt években az alábbi módon változott:
| Lakosok száma | 13 381 | 15 312 | 16 450 | 17 803 | 18 412 | 18 574 | 18 945 | 19 155 | 19 473 | 20 056 |
|               | 2001   | 2004   | 2006   | 2009   | 2011   | 2014   | 2016   | 2019   | 2021   | 2024   |